# Contenda
Contenda est une municipalité brésilienne située dans l'État du Paraná.